# Саатчи, Морис
Морис Саатчи — основатель (вместе со своим братом Чарльзом) одного из самых крупных рекламных агентств в истории Великобритании. В 1980-х годах оно прославилось в ходе избирательной кампании консервативной партии во главе с Маргарет Тэтчер. Позднее, в 2000 году, сеть Saatchi & Saatchi была поглощена французским холдингом Publicis. Но братья Саачи к этому времени уже основали M&C Saatchi, которая сейчас предоставляет весь спектр услуг в сфере рекламной индустрии (креатив, медиасервис, PR и т. п.) и имеет офисы в 19 странах: Америке, континентальной Европе, Китае, Японии, Австралии и России.